# 아이토이

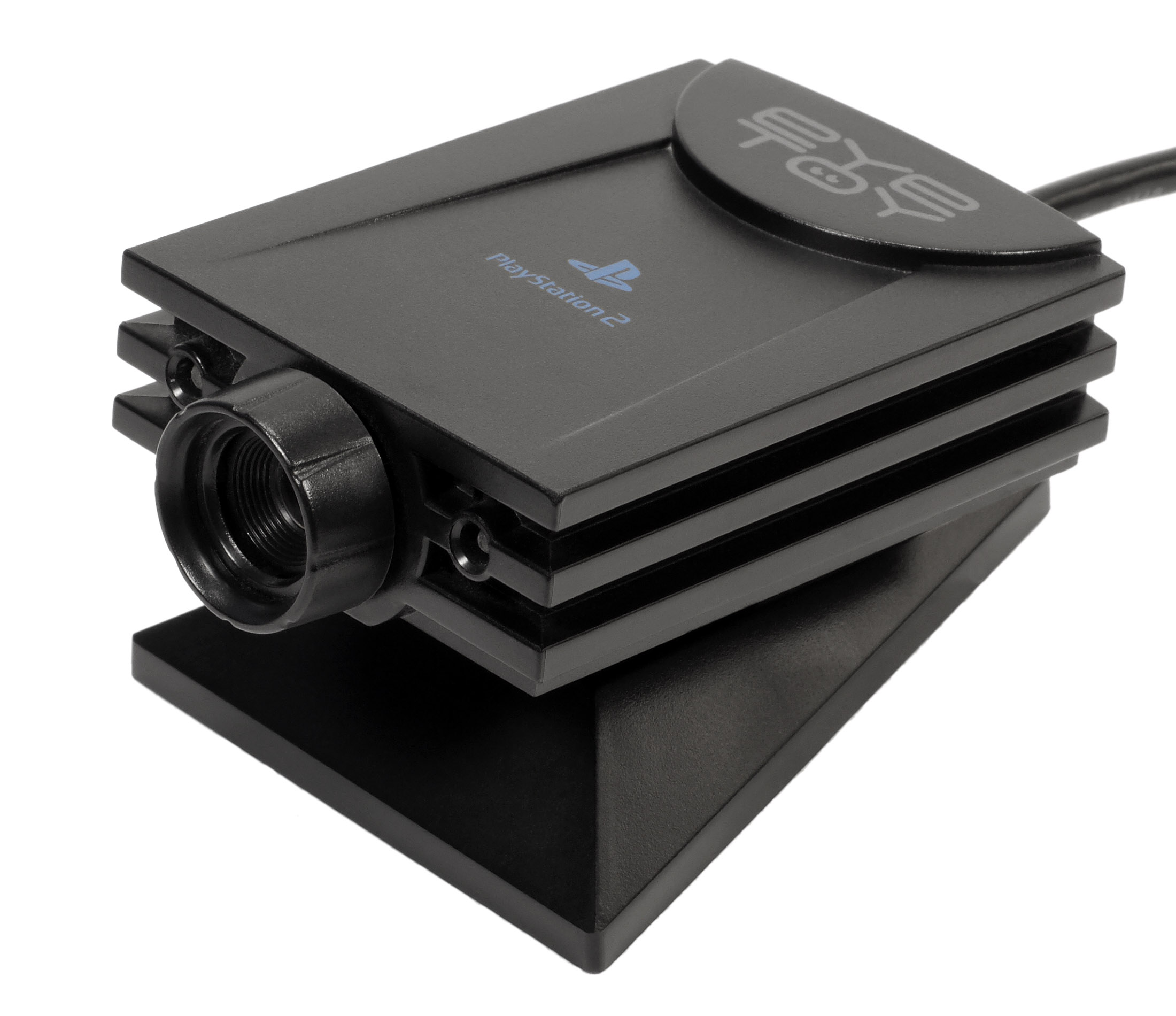

아이토이(EyeToy)는 플레이스테이션 2에서 사용할 수 있는 컬러 웹캠이다. 지원되는 게임은 컴퓨터 비전 및 제스처 인식을 사용하여 아이토이로 촬영한 이미지를 처리한다. 이를 통해 플레이어는 내장 마이크로폰을 통해 모션, 색상 감지 및 사운드를 사용하여 게임과 상호 작용할 수 있다. 2003년에 출시되었다.
최신 아이토이는 남타이(Namtai)에서 제조되었지만 카메라는 로지텍에서 제조했다. 카메라는 주로 소니 및 기타 회사에서 개발한 아이토이 게임을 플레이하는 데 사용된다. 일부 프로그래머가 비공식 드라이버를 작성했지만 일반 PC 카메라로 사용하기 위한 것은 아니다. 아이토이는 플레이스테이션 3와 호환되며 화상통화에 사용할 수 있다. 2008년 11월 6일자로 아이토이는 전 세계적으로 1,050만 대를 판매했다.
토마스와 친구들 등의 게임이 아이토이용으로 설계된 게임이며 번아웃 파라다이스, 그란 투리스모 4, 레밍즈, 리틀빅플래닛, 심즈 2, 심즈 2: 펫츠 등의 게임이 아이토이와 선택적으로 사용하여 기능을 강화할 수 있다.

## 같이 보기
- 혼합 현실
- 드림캐스트
- 플레이스테이션 아이
- 엑스박스 라이브 비전
- 키넥트